# Tadeja Ternar
Tadeja Ternar (née en 1987 à Murska Sobota) est un mannequin Slovène. Elle remporta le concours de Miss Slovénie de 2007 et représenta son pays la même année au concours Miss Monde 2007 en Chine.